# Winningen (Aschersleben)
Winningen is een plaats en voormalige Duitse gemeente. Sinds 1 maart 2004 is het een Ortsteil van de gemeente Aschersleben in de Duitse deelstaat Saksen-Anhalt, en maakt deel uit van de Landkreis Salzlandkreis.
Winningen telt 842 inwoners.